# Cortes de Castille
Vous pouvez aider à l'améliorer ou bien discuter des problèmes sur sa page de discussion.
 (février 2018).
Si vous disposez d'ouvrages ou d'articles de référence ou si vous connaissez des sites web de qualité traitant du thème abordé ici, merci de compléter l'article en donnant les références utiles à sa vérifiabilité et en les liant à la section « Notes et références ».
Ne doit pas être confondu avec Cortes de Castille-et-León.
Les Cortes de Castille étaient l'institution politique qui réalisait la représentation de la société d'ordres de la Couronne de Castille durant le Moyen Âge et l'Ancien régime.

## Origine
L'inspiration des Cortes castillanes est les assemblées de guerriers libres des peuples germaniques (le Thing). Le royaume wisigoth de Tolède, en plus de son héritage germanique, avait la continuité institutionnelle des conciles de Tolède, qui avaient une participation des hauts dignitaires de L’État, même s'il n'y avait aucune représentation du peuple des villes. Il n'y avait pas d'institution similaire durant l'Espagne musulmane. Durant les premiers siècles de la Reconquista et la mise en place de noyaux chrétiens dans les territoires conquis, il y eut des réunions, spécialement sur les territoires de la Cordillère Cantabrique et le Douro, où il y eut des conseils avec des communautés de villes.
Manuel Colmeiro y Penido (es) considère comme les premiers Cortes du royaume des Asturies les assemblées de magnats et conciles ecclésiastiques tenus aux IXe et Xe siècles : conciles d'Oviedo (832 et 901), l'« Assemblée des grands et prélats de León » de 914, la « junte des magnats de Zamora » de 931 et celle de León de 933, et le concile de León de 974.

## Moyen Âge
Durant les XIIe et XIIIe siècles, il y eut des Cortes différentes dans les royaumes de León et de Castille. Les séparations et unions successives entre les deux royaumes cessèrent à partir du règne de Ferdinand III, dit le Saint, et depuis lors, les Cortes des deux royaumes se firent simultanément et dans la même ville, et leur dénomination fut « Cortes de Castille et León » ou « Cortes de León et Castille » mais, après le règne des Rois Catholiques, elles furent renommées « Cortes de Castille ».
La question de savoir quel a été le premier parlement d'Europe est une question qui prête à polémique, et selon comment on considère les institutions politiques qui apparurent durant le Moyen-Âge central, le résultat peut être différent (États généraux en France, le Parlement d'Angleterre, ou encore les Cortes des différents royaumes de la péninsule Ibérique).
Comme dans les autres parlements européens médiévaux, les procurateurs des Cortes se réunissaient par classes : le clergé, la noblesse et les communes (équivalent du Tiers état en France). Les Cortes étaient convoquées et présidées par le roi de Castille. C'était une charge extrêmement importante dans la monarchie autoritaire de Castille, mais les fonctions des Cortes castillanes étaient moins importantes que celles de la Couronne d'Aragon (Cortes d'Aragon, Corts catalanes et Corts valenciennes), se restreignant au fur et à mesure à un rôle simplement fiscal : seules les communes étaient convoquées car la noblesse et le clergé étaient exemptés d'impôts.

Les conditions des personnes convoquées aux Cortes pouvaient être très différentes, comme le montre l'énumération suivante, en relation avec les Cortes de Médina del Campo, en 1318 :
Siendo allí ayuntados los Ricos-Homes, Obispos, el Maestre de Santiago, Caballeros, Fijosdalgo, Prelados, Caballeros y homes bonos, Procuradores de las ciudades e las villas de las Estremaduras e del Regno de Toledo, y del de León
Que l'on pourrait traduire ainsi :
Il y avait à la Mairie des Riches-Hommes, des évêques, le Maître de l'Ordre de Santiago, des chevaliers, des hidalgos, des prélats, des gentilshommes, des procureurs des villes d’Estrémadure et du Royaume de Tolède et de celui de León
Les Riches-Hommes tiennent leur titre de l'empire romain, et il correspond à une petite noblesse.
En 1188, le roi Léonais Alphonse IX convoqua pour la première fois le peuple à participer aux décisions de la curia regia (une institution politique qui conseillait les rois durant le Moyen-Âge), alors que le roi castillan Alphonse VIII avait convoqué, plusieurs mois avant, à Carrión de los Condes, les plus grandes villes, et le Tiers état n'était pas représenté aux Cortes. Aux Cortes de Tolède de 1211, seuls les magnats et les prélats furent convoqués, et aux Cortes de Valladolid de 1217, seules les personnes ayant des pouvoirs politiques et les chevaliers furent présents. Les Cortes de Séville en 1250 furent les premières Cortes castillanes auxquelles les gentilshommes élus par le peuple furent conviés.

Représentation des zones représentées par les villes lors des Cortes durant le XVIe siècle

Tant le moment comme le lieu des convocations au Cortes, ainsi que le temps qui devait s'écouler entre deux  sessions étaient des domaines que le roi choisissait arbitrairement. Les villes choisies, qui étaient distinctes à chaque fois, et le nombre de procureurs de chacune d'entre elles (même s'il y en avait communément deux) étaient également choisis par le roi. Au Cortes de Burgos de 1315, 126 procureurs de 49 villes différentes sont venus, tandis que pour les Cortes de Madrid suivant (de 1329 ou de 1339 par exemple), il y eut 192 procureurs, de plus de villes différentes. Durant le XVe siècle, il a été décidé qu'il n'y aurait que 17 villes qui seraient représentées, chacune représentant une zone de Castille. Avec l'incorporation de Grenade en 1492, ce nombre fut porté à 18, puis durant le XVIIe siècle, deux entités territoriales virent le jour : la Galice, qui était encore représentée par Zamora, et l'Estrémadure, qui était représentée par Salamanque. De plus, la ville de Palencia fut aussi représentée par elle-même, ce qui porta le nombre total à 21 zones représentées.

## Époque moderne
Avec les rois de la Maison de Habsbourg, les Cortes ne se convoquèrent presque que pour rajouter des impôts durant la période agitée entre la mort d'Isabelle la Catholique et la Guerre des Communautés de Castille, ce qui diminua leur fonction. En effet, étant donné que les nobles étaient exempts d'impôt, il ne servait à rien de les convoquer. Dans le royaume de Castille, le roi a toujours détenu le pouvoir législatif, tandis que les fonctions attribuées aux Cortes (contrôle de la frappe de la monnaie, modifications des lois déjà promulguées dans des Cortes, et présentation de l'hommage au nouveau roi ou à l'héritier), qui étaient importants durant le Moyen-Âge, perdirent de leur sens au cours de l'époque moderne, étant donné l'absolutisme dont faisaient preuve les rois à cette époque. Après 1620, il n'y avait même plus de pétitions, et les convocations étaient de plus en plus rares, jusqu'à qu'il n'y en ait plus aucune durant le règne de Charles II, dernier roi Habsbourg.
Quand le trône espagnol passa à la Maison des Bourbons durant le XVIIIe siècle, et avec la suppression des Cortes de la Couronne d'Aragon par les décrets de Nueva Planta, il y a eu un nombre limité de convocations aux Cortes, avec la nouveauté qu'elles se déroulaient conjointement pour tous les royaumes, sauf celui de Navarre, en suivant les us et coutumes des Cortes de Castille, qui devinrent donc les Cortes Générales de la Monarchie, avec 37 villes qui avaient le droit de vote, 20 castillanes et 17 aragonaises. Ses fonctions avaient totalement perdu leur sens, et les réunions étaient presque exclusivement pour jurer fidélité à l’héritier. La dernière réunion des Cortes propre à l'Ancien Régime se déroula en 1833, pour nommer comme princesse des Asturies Isabelle II.
Même si à l'époque des XVIIIe et XIXe siècles il était habituel d'utiliser l’expression « Royaume d'Espagne » pour se référer à l'ensemble de la Monarchie, l'expression « Cortes d'Espagne » n'était pas utilisée. Plus tard, « Cortes espagnoles » fut la dénomination choisie par Francisco Franco pour nommer l'institution qui voulait donner à son régime une apparence parlementaire, de 1942 à 1976. La Constitution espagnol de 1978 nomme l'ensemble bicaméral du Congrès des députés et du Sénat comme étant les « Cortes Generales ».